# Wiesław Winiecki
Wiesław Tadeusz Winiecki (ur. 12 listopada 1950 w Gdańsku, zm. 5 września 2019 w Warszawie) – polski specjalista w zakresie elektroniki, prof. dr hab. inż. nauk technicznych.

## Życiorys
Syn Stefana i Marii. W 1975 otrzymał tytuł magistra na Wydziale Elektroniki Politechniki Warszawskiej, w 1986 obronił pracę doktorską Metoda przetwarzania danych pomiarowych z wykorzystaniem funkcji odcinkowo-jednorodnych oraz jej zastosowania, a w 2003 habilitował się na podstawie oceny dorobku naukowego i pracy zatytułowanej Wirtualne przyrządy pomiarowe. 19 stycznia 2011 nadano mu tytuł profesora w zakresie nauk technicznych.
Pełnił funkcję profesora nadzwyczajnego i dyrektora w Instytucie Radioelektroniki i Technik Multimedialnych na Wydziale Elektroniki i Technik Informacyjnych Politechniki Warszawskiej, oraz był prezesem i wiceprezesem Polskiego Stowarzyszenia Pomiarów, Automatyki i Robotyki, a także członkiem Komitetu Metrologii i Aparatury Naukowej IV Wydziału Nauk Technicznych Polskiej Akademii Nauk.

## Nagrody i odznaczenia
- Nagroda Rektora (piętnastokrotnie, w tym trzykrotnie indywidualne)[2]
- Zespołowa Nagroda Ministra (trzykrotnie)[2]
- 2009: Odznaka „Za Zasługi dla Sportu”[2]
- 2009: Odznaka Zasłużony dla Politechniki Warszawskiej[2]
- 1999: Złoty Krzyż Zasługi[3][2]

## Publikacje
- 2005: The new prospects of distributed measurement systems using JavaTM 2 Micro Edition mobile phone[1]
- 2009: Wirtualny analizator widma w paśmie ISM 2,4 GHz[1]
- 2012: Realizacja generatora liczb losowych dla autonomicznych bezprzewodowych sieci czujnikowych[1]
- 2013: Niskomocowy koprocesor kryptograficzny dla autonomicznych bezprzewodowych sieci czujnikowych[1]